# سنت وینسنت و گرنادین‌ها
سنت وینسنت و گرنادین‌ها (به انگلیسی: Saint Vincent and the Grenadines) یک کشور جزیره‌ای کوچک در دریای کارائیب است. و یکی از اعضای کشورهای مشترک المنافع است، و واحد پول آن دلار کارائیب شرقی می‌باشد. در ۱۷۶۳ این جزایر مستعمرهٔ بریتانیا شد، در ۱۹۶۹ خودگردانی داخلی یافت، و در ۲۷ اکتبر ۱۹۷۹ به استقلال رسید.

## اطلاعات کلی
- پایتخت: کینگزتاون
- زبان رسمی: انگلیسی
- نوع حکومت: دموکراسی
- واحد پول: دلار کارائیب شرقی
- مذهب: انگلیکان (۴۲٪)، متدیست (۲۱٪)، کاتولیک رومی (۱۲٪)
- امید طول عمر: ۷۱ سال
- رشد سالانه جمعیت: ۰٫۳۱ درصد (برآورد ژوئیه ۲۰۰۴)
- جمعیت: ۱۱۷٬۱۱۹ نفر (برآورد ژوئیه ۲۰۰۴)

## تاریخ
پیش از ورود اروپایی‌ها در قرن شانزدهم، در این جزایر توسط گروه‌های مختلفی از بومیان آمریکا، از جمله سیبونی، آرواک‌ها و کارائیب‌ها سکونت داشتند. هنگامی که کریستف کلمب در سال ۱۵۰۲ از کنار سنت وینسنت عبور کرد، احتمالاً قوم کاریب در آن ساکن بودند.

### ورود اروپایی‌ها
هنگامی که کریستف کلمب در اواخر قرن پانزدهم از کنار سنت وینسنت عبور کرد، وارد جزیره نشد. او در واقع بیشتر به مقادیر زیاد اشیاء قیمتی در آمریکای جنوبی علاقه داشت. اسپانیایی‌ها پس از آن از این جزایر دیدن کردند، اما هیچ قصدی برای فتح آن‌ها نداشتند. اگرچه این بریتانیایی‌ها بودند که در سال ۱۶۷۲ مدعی سنت وینسنت (بخشی از سنت وینسنت و گرنادین‌ها) شدند، فرانسه اولین استعمارگر این جزایر شد.
مردم بومی این کشور تا قرن ۱۸ با موفقیت در برابر حاکمیت اروپا مقاومت کردند، اما در سال ۱۷۱۹ به هر حال منطقه توسط فرانسوی‌ها فتح شد. با این حال، این حکومت فرانسه دیری نپایید، زیرا سنت وینسنت در صلح پاریس در سال ۱۷۶۳ بخشی از امپراتوری بریتانیا شد. اما کشمکش بر سر جزایر برای مدتی ادامه پیدا کرد: در سال ۱۷۷۹، فرانسه آن را بازپس گرفت و سرانجام در سال ۱۷۸۳ به مستعمره بریتانیا تبدیل شد.
لا سوفریر، تنها آتشفشان فعال در سنت وینسنت، از سال ۱۷۱۸ تاکنون پنج بار فوران شدید کرده‌است. در سال ۱۹۰۲ بیش از هزار نفر از ساکنان جزیره جان خود را از دست دادند.

### استقلال
سنت وینسنت و گرنادین‌ها در دوران حکومت بریتانیا برچسب‌های اداری مختلفی دریافت کردند که به تدریج آزادی بیشتری به کشور می‌داد. در ۲۷ اکتبر ۱۹۷۹ این کشور رسماً مستقل شد. این کشور عضوی از کشورهای مشترک المنافع است و رئیس دولت آن پادشاه چارلز سوم بریتانیا است.

## سیاست
مجلس واحد قانونگذاری متشکل است از ۶ سناتور منتصب و ۱۵ نماینده که با رأی تمامی افراد بالغ برای پنج سال انتخاب می‌شوند.
پادشاه بریتانیا حکمران سنت وینسنت نیز هست و نمایندهٔ او فرماندار کل شخصی را به نخست‌وزیری انتصاب می‌کند که از پشتیبانی اکثریت در مجلس برخوردار است. نخست‌وزیر نیز کابینه‌ای را انتصاب می‌کند که به مجلس پاسخگوست.
احزاب عمده سیاسی عبارتند از: • حزب دموکراتیک جدید • حزب کارگر.

## عضویت
این کشور عضو سازمان ملل متحد، سازمان کشورهای آمریکایی، بازار مشترک و جامعهٔ کارائیب، جامعهٔ کشورهای مشترک‌المنافع و اتحادیه کشورهای همسود (همسود بریتانیا) می‌باشد.

## جغرافیا
سنت وینسنت جزیره‌ای کوهستانی و پوشیده از درخت است. جزایر گرنادین – که شامل بکوِه و ماستیک است – زنجیری از جزایر کوچک در جنوب سنت وینسنت است.
پایتخت این کشور، شهر کینگزتاون با جمعیت ۱۶٬۲۰۹ نفر (آمار سال ۲۰۰۰) است.
- رودهای مهم: رود مهمی وجود ندارد.
- بلندترین نقطه: کوه لا سوفریر، آتش فشانی فعال، ۱۲۳۴ متر.
- آب و هوا: این کشور آب و هوای استوایی دارد. بارندگی در کوه‌ها بسیار سنگین است.

سنت وینسنت و گرنادین‌ها حدود ۱۱۳٬۰۰۰ نفر (آمار سال ۲۰۰۲) جمعیت دارد.
- شهرهای مهم: شارلوت
- مساحت: ۳۸۹ کیلومتر مربع
- خط ساحلی: ۸۴ کیلومتر
- مختصات جغرافیایی: ۱۳ درجه و ۱۵ دقیقه شمالی و ۶۱ درجه و ۱۲ دقیقه غربی

## تقسیمات کشوری
| نقشه                   | پریش            | مساحت       | جمیعت |
| ---------------------- | --------------- | ----------- | ----- |
|                        | سنت دیوید       |             |       |
| سنت پاتریک             |                 |             |       |
| سنت اندرو              |                 |             |       |
| سنت جرج                |                 |             |       |
| شارلوت                 |                 |             |       |
| گرنادین‌ها              |                 |             |       |
| سنت وینسنت و گرنادین‌ها | ۳۸۹ کیلومترمربع | ۱۰۹٬۶۴۳ نفر |       |

## آموزش
- میزان با سوادی: ۸۵٪ (۱۹۸۳)
- سنین تحصیل اجباری: تحصیل اجباری نیست
- تعداد دانشگاه: ندارد

## اقتصاد
اقتصاد این کشور عمدتاً بر اساس کشاورزی با کشتهای عمدهٔ موز و نشاسته حاصله از گیاه اروروت است.